# Buda (Illinois)
Buda egy falu Bureau megyében, Illinois államban. A 2000-es népszámlálási adatok szerint 592 fő a lakónépessége.

## Demográfiai adatok
A 2000-es népszámlálási adatok szerint a falu lakónépessége 592 fő, a háztartások száma 236 és a faluban 171 család él. A népsűrűség 226,3 fő/km². A falun 258 lakás van, minden km²-re 98,6 lakás jut. A lakosság 99,16 százaléka fehér ember,  0,17 százaléka ázsiai, 0,34 százaléka egyéb rasszba tartozó és 0,34 százalék két vagy több rasszba tartozik. A lakosság 1,35 százaléka spanyol vagy latin rasszba tartozó.

## Fordítás
Ez a szócikk részben vagy egészben  a   Buda, Illinois című angol Wikipédia-szócikk ezen változatának fordításán alapul.  Az eredeti cikk szerkesztőit annak laptörténete sorolja fel. Ez a jelzés csupán a megfogalmazás eredetét és a szerzői jogokat jelzi, nem szolgál a cikkben szereplő információk forrásmegjelöléseként.